# Gigante rossa

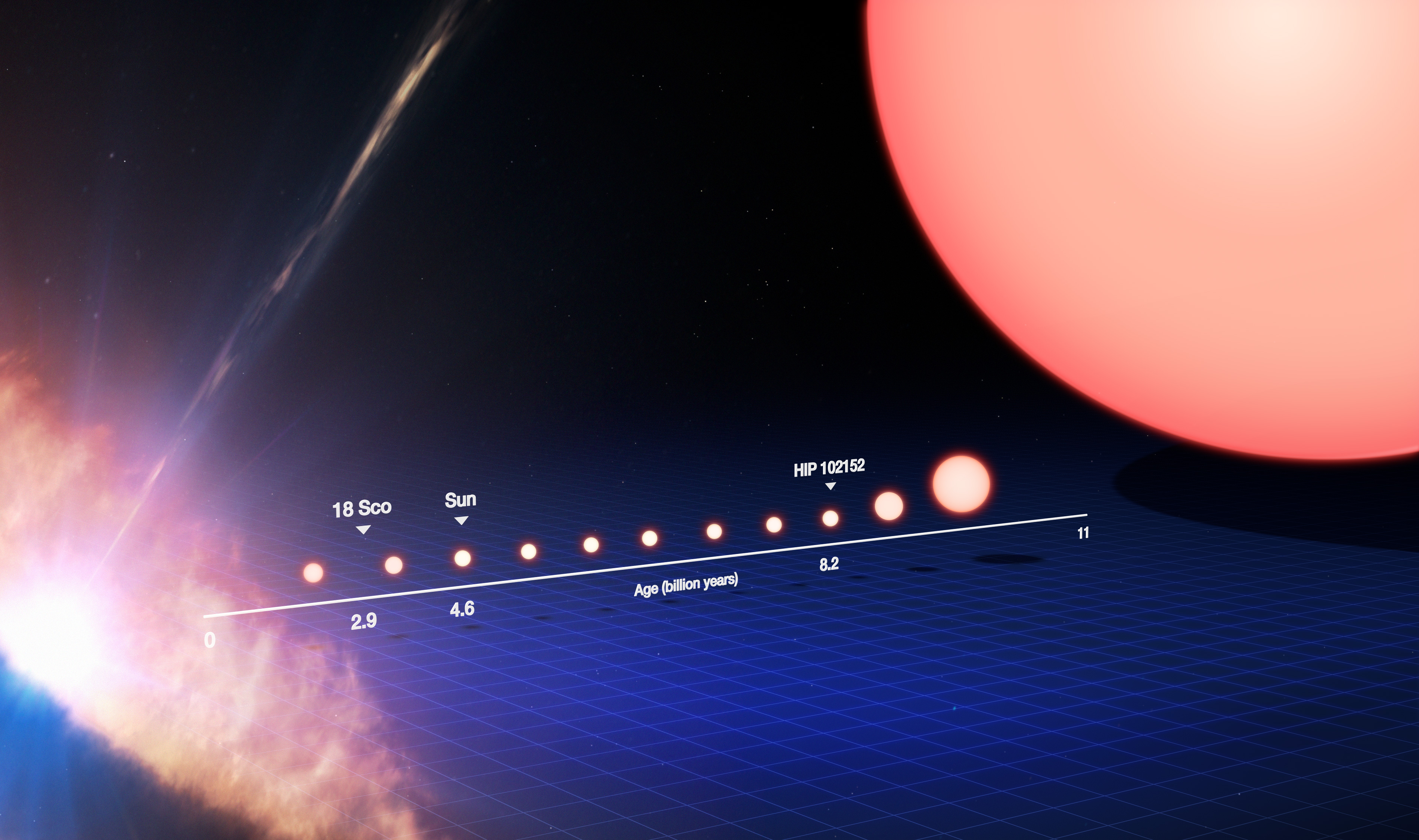
Questa immagine riproduce il ciclo vitale di una stella della massa del Sole dalla sua formazione (a sinistra) alla sua evoluzione in gigante rossa dopo miliardi di anni (a destra).

Una gigante rossa è una stella gigante di massa piccola o intermedia (circa 0,3–8 M☉) nelle fasi finali della sua evoluzione. L'atmosfera di queste stelle è molto rarefatta ed estesa e, di conseguenza, il raggio è molto più grande e la temperatura superficiale più bassa (meno di 5.000 K) rispetto alle stelle di eguale massa che non hanno ancora abbandonato la sequenza principale. Il loro colore varia dal giallo-arancio al rosso, il che le fa assegnare alle classi spettrali K e M. Sono giganti rosse anche le stelle di classe S e la maggior parte delle stelle al carbonio.
Sebbene tutte le giganti rosse si trovino nelle fasi finali della loro evoluzione, esse si possono suddividere in base alla loro posizione sul diagramma H-R, che corrisponde al preciso stadio evolutivo da esse raggiunto. La maggior parte di esse si trova nella parte finale del ramo delle giganti rosse, dove si collocano stelle che presentano un nucleo degenere di elio e nelle quali la fusione dell'idrogeno avviene in un guscio che circonda il nucleo. Le giganti rosse che invece fondono l'elio in carbonio tramite il processo tre alfa si collocano nella parte più fredda del ramo orizzontale. Infine nel ramo asintotico delle giganti sono collocate le stelle che fondono l'elio in carbonio in un guscio disposto intorno a un nucleo di carbonio degenerato e l'idrogeno in elio in un guscio esterno al primo.
La stella gigante rossa più vicina è γ Crucis, distante 88 al, ma la gigante arancione Arturo, distante 36 al, è talvolta descritta come una gigante rossa.

## Caratteristiche fisiche

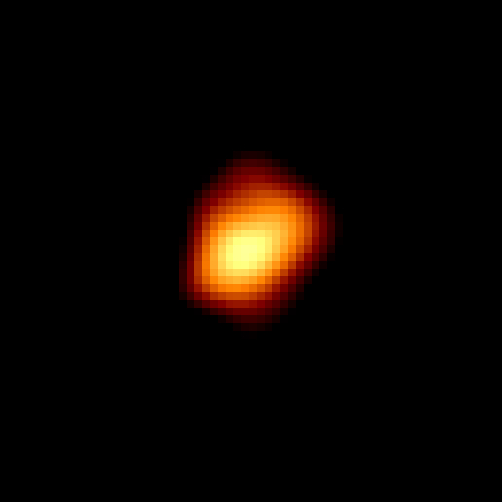
La gigante rossa Mira (Telescopio spaziale Hubble, 1997)

Le giganti rosse sono caratterizzate da un raggio di decine o centinaia di volte più grande di quello del Sole. Il notevole aumento delle dimensioni produce una rarefazione degli strati più esterni della stella e una diminuzione della loro temperatura rispetto alle stelle di uguale massa della sequenza principale, sicché essa assume un colore arancio-rosso. Malgrado la diminuzione di temperatura produca, secondo la legge di Stefan-Boltzmann, una riduzione della radiazione emessa per unità di superficie, le giganti rosse sono in genere molto più luminose del Sole a causa delle loro dimensioni e della grande superficie radiante.
Le stelle appartenenti al ramo delle giganti rosse sono di classe spettrale K o M, hanno una temperatura superficiale di 3000-4000 K, hanno un raggio 20-100 volte quello del Sole e sono da un centinaio a diverse centinaia di volte più luminose della nostra stella. Le stelle del ramo orizzontale sono in genere più calde di quelle del ramo delle giganti rosse, mentre quelle del ramo asintotico delle giganti sono circa una decina di volte più luminose rispetto a quelle del ramo delle giganti rosse, sebbene siano molto più rare.
Fra le stelle del ramo asintotico delle giganti, quelle di tipo C-N e C-R presentano grandi abbondanze di carbonio e altri metalli sulla superficie. Tali elementi sono convogliati in superficie tramite un processo chiamato dragaggio (in inglese dredge-up), consistente in moti convettivi che trasportano i prodotti della fusione dalle zone interne dell'astro alla superficie. Il primo dredge-up avviene quando la stella si trova nel ramo delle giganti rosse e fonde l'idrogeno in un guscio che circonda il nucleo inerte di elio, ma non causa la dominanza del carbonio in superficie, cosa che viene prodotta dal secondo e terzo dredge-up, che avvengono quando la stella si trova nel ramo asintotico delle giganti, durante la fase della fusione dell'elio intorno al nucleo inerte di carbonio.
I confini di una gigante rossa non sono definiti in modo preciso, contrariamente a quanto viene rappresentato in molte illustrazioni. A causa della bassa densità dei loro strati superficiali, queste stelle non possiedono fotosfere ben definite e non c'è alcun confine determinato fra le loro atmosfere e le loro corone. Le giganti rosse meno calde presentano spettri complessi con linee spettrali di molecole, maser e, a volte, emissioni.
Mentre il Sole possiede un grande numero di piccole celle convettive (i granuli solari), le fotosfere delle giganti, così come quelle delle supergiganti, hanno un numero limitato di grandi celle, responsabili di alcune delle variazioni che sono comuni in questi tipi di stelle.

## Evoluzione

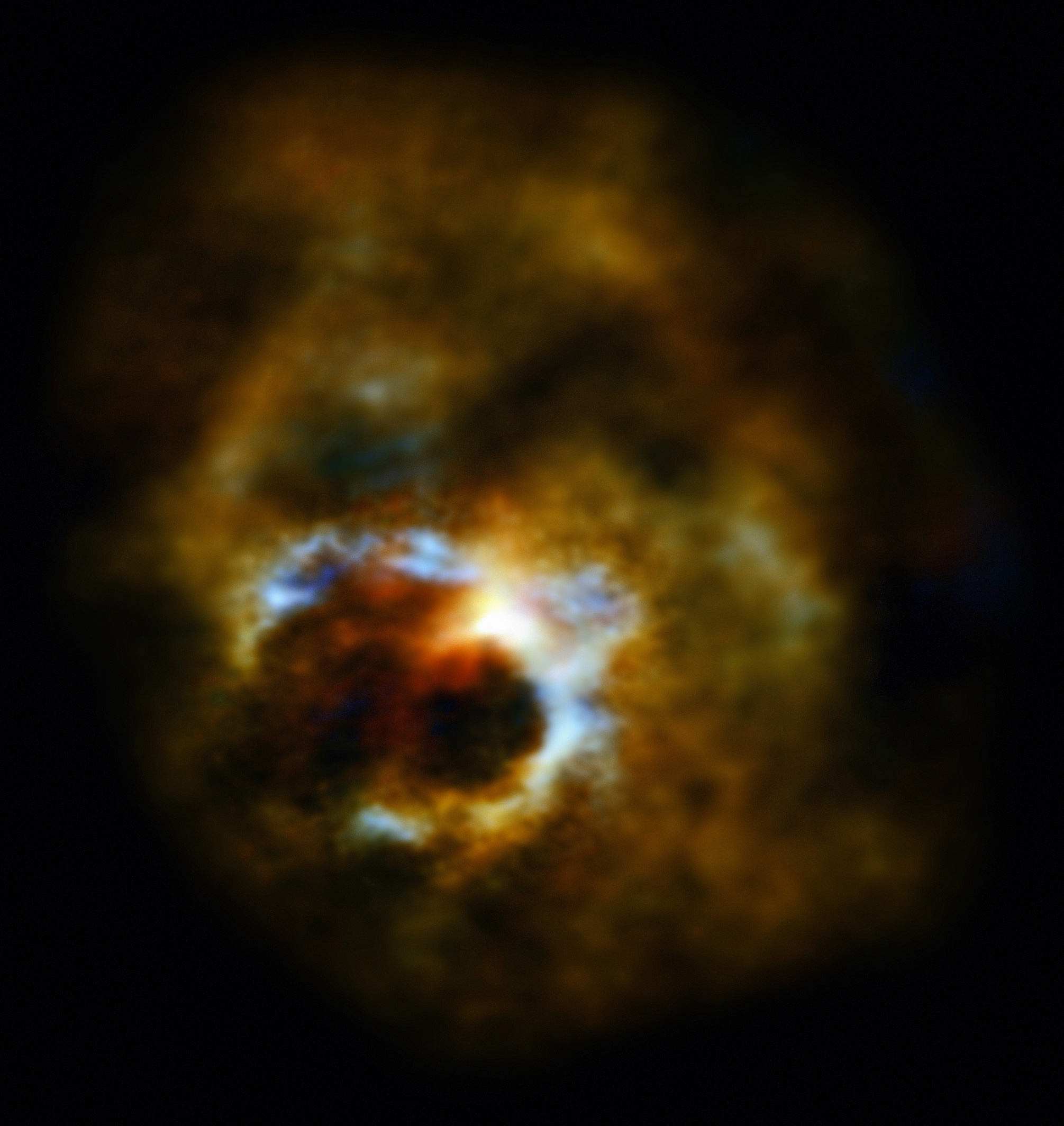
Mira A sta rilasciando i suoi strati superficiali nello spazio

Le giganti rosse sono stelle di massa media o gigante (da circa 0,3 M⊙ a circa 8 M⊙) che hanno abbandonato la sequenza principale a causa dell'esaurimento dell'idrogeno nei loro nuclei. La permanenza all'interno della sequenza principale di una stella della massa del Sole è circa 10 miliardi di anni. Le stelle più massicce del Sole bruciano il loro combustibile nucleare molto più velocemente e quindi permangono all'interno della sequenza principale per un periodo di tempo minore, mentre quelle meno massicce per un periodo di tempo maggiore (fino a 1000 miliardi di anni).

### Il ramo delle giganti rosse
Quando le stelle di massa media e piccola esauriscono l'idrogeno nei loro nuclei, le reazioni nucleari cessano all'interno del nucleo, che in tal modo comincia a contrarsi a causa della sua stessa forza di gravità. La contrazione produce un aumento di temperatura del nucleo che è in grado di accendere le reazioni nucleari in un guscio che lo circonda. A causa delle temperature più elevate, il tasso delle reazioni nucleari è maggiore e ciò determina un aumento di luminosità da parte della stella di un fattore compreso fra 100 e 1.000. L'aumento della densità del nucleo e della sua temperatura si traduce in una espansione degli strati superficiali della stella: ciò accade perché la stella tende a conservare la sua energia totale e quindi sia la sua energia potenziale gravitazionale che la sua energia termica: di conseguenza ogni contrazione del nucleo deve accompagnarsi a una espansione delle zone superficiali della stella in modo da conservare l'energia potenziale gravitazionale totale; inoltre a un aumento della temperatura del nucleo deve corrispondere una diminuzione della temperatura delle zone superficiali in modo da conservare l'energia termica totale. Pertanto, l'astro spende una parte dell'energia prodotta per espandersi. Poiché l'energia prodotta viene rilasciata su una superficie più grande e poiché parte di essa viene dissipata nell'espansione, ciò si traduce in una minore temperatura superficiale della stella, che in tal modo emette radiazione a lunghezze d'onda maggiori diventando più rossa. Da qui il nome di gigante rossa, anche se il colore è a volte più vicino all'arancione. In questa fase evolutiva la stella percorre il ramo delle giganti rosse nel diagramma H-R, cioè si porta verso destra e verso l'alto nel diagramma in ragione dell'aumento della luminosità e della diminuzione della temperatura superficiale. La minore temperatura determina nelle stelle più massicce la formazione di un involucro convettivo e nelle stelle meno massicce l'approfondimento della zona convettiva già esistente nella fase di sequenza principale. Ciò è dovuto al fatto che la diminuzione della temperatura si traduce in una maggiore opacità degli strati periferici dell'astro e di conseguenza il trasporto dell'energia per radiazione non sarebbe più efficiente. La zona convettiva trasporta il materiale presente negli strati interni della stella (anche se non quello presente nel nucleo) in superficie. Tale materiale è maggiormente ricco di prodotti della fusione dell'idrogeno di quanto non sia quello in superficie e, di conseguenza, compaiono in superficie alcuni metalli. Questo processo si chiama primo dragaggio.

Traccia evolutiva post-sequenza principale nel digramma HR di una stella della massa del Sole. Si distinguono il ramo delle giganti rosse fino all'innesco dell'elio, il ramo orizzontale delle giganti in cui la posizione della stella nel diagramma si riavvicina alla sequenza principale, il ramo asintotico delle giganti e, infine, l'evoluzione post-AGB con l'interruzione della fusione nucleare.

Durante la permanenza nel ramo delle giganti rosse il nucleo stellare continua a innalzare la sua temperatura accelerando gradualmente il tasso delle reazioni nucleari nel guscio di idrogeno. Ciò produce un progressivo aumento di luminosità della stella e una sua espansione: la stella pertanto continua a spostarsi verso l'alto e verso destra nel diagramma H-R. Quando il nucleo raggiunge temperature vicine a 108 K, si innesca la fusione dell'elio nel nucleo della stella.

### Il ramo orizzontale delle giganti
L'innesco dell'elio avviene in modo differente a seconda della massa iniziale della stella. Nelle stelle aventi massa minore o uguale a 2 M⊙ il nucleo diviene verso la fine della fase di gigante rossa abbastanza denso da diventare degenere a causa della pressione degli elettroni. Questo nucleo degenere continua ad aumentare la sua temperatura fino a raggiungere le condizioni di innesco dell'elio. L'inizio della fusione dell'elio avviene simultaneamente in tutto il nucleo in un processo chiamato flash dell'elio in quanto il gas degenere non reagisce all'aumento di temperatura espandendosi. Solo quando la temperatura raggiunge livelli tali da produrre pressioni simili a quella degli elettroni degenerati, la degenerazione viene rimossa e il nucleo si espande. Nelle stelle più massicce di 2 M⊙ la temperatura atta alla fusione dell'elio viene raggiunta prima che il nucleo divenga degenere e quindi l'innesco dell'elio avviene più lentamente, senza alcun flash.
L'innesco dell'elio nel nucleo causa la sua espansione, mentre, al contrario, gli strati superficiali della stella si contraggono nuovamente. La contrazione produce un aumento della temperatura superficiale e la conseguente cessazione dei movimenti convettivi e del dragaggio. La stella si sposta quindi orizzontalmente verso sinistra nel diagramma H-R, ridiventando meno rossa e riavvicinandosi alla sequenza principale. Le stelle più povere di metalli si dispongono quindi lungo il ramo orizzontale delle giganti, quelle ricche di metalli nel cosiddetto red clump (letteralmente: gruppo rosso). La stella raggiunge a questo punto un nuovo equilibrio, per certi versi simile a quello delle stelle di sequenza principale, con la differenza che l'energia viene prodotta non dalla fusione dell'idrogeno in elio, ma da quella dell'elio in carbonio. In ogni caso le stelle appartenenti al ramo orizzontale e al red clump, sebbene si posizionino vicino alla sequenza principale, sono molto più luminose delle stelle di sequenza principale di corrispondente massa a causa della maggiore quantità di energia prodotta in un nucleo stellare molto più caldo.

### Il ramo asintotico delle giganti

Schema della struttura del nucleo di una gigante rossa appartenente al ramo asintotico

Esattamente come nelle stelle di sequenza principale si ha un progressivo accumulo dell'elio al centro della stella fino alla formazione di un nucleo inerte, allo stesso modo il carbonio, prodotto dalla fusione dell'elio, si accumula lentamente al centro delle stelle che si trovano nel ramo orizzontale. Mano a mano che l'elio si esaurisce nel nucleo esso si contrae nuovamente e innalza la sua temperatura. Si forma quindi al centro della stella un nucleo inerte di carbonio, mentre le reazioni nucleari avvengono in un guscio esterno a tale nucleo in cui viene fuso l'elio. Ancora più esternamente viene fuso l'idrogeno. Questa nuova configurazione della struttura stellare produce una espansione degli strati superficiali della stella e la diminuzione della loro temperatura, per certi versi parallele a quelle che caratterizzano l'entrata nel ramo delle giganti rosse. La stella si sposta verso destra e verso l'alto nel diagramma H-R fino a incrociare la zona delle supergiganti rosse. La stella entra pertanto nel ramo asintotico delle giganti (in inglese Asymptotic giant branch, abbreviato con AGB).
L'espansione della stella è ancora maggiore di quella che avviene nel ramo delle giganti rosse e la sua luminosità, di conseguenza, più elevata. Si riforma in superficie una zona convettiva che porta in superficie i materiali presenti nelle zone profonde della stella. Si ha quindi un secondo dragaggio, che essendo la zona convettiva più ampia di quella precedente tanto da raggiungere il nucleo stellare, porta in superficie i prodotti del processo tre-alfa e del processo-s arricchendola in tal modo di elio, carbonio ed altri metalli. Di conseguenza, la maggior parte delle stelle in questa fase evolutiva diventano stelle al carbonio.
La perdita di massa causata dal vento stellare, trascurabile nelle fasi precedenti, si fa durante questa fase consistente a causa delle ragguardevoli dimensioni raggiunte dalla stella che fanno sì che le zone superficiali siano solo debolmente legate gravitazionalmente. Le stelle del ramo asintotico perdono massa tramite lenti venti stellari (5-30 km/s) al ritmo di 1×10−8 M⊙ all'anno.

### Evoluzione post-AGB

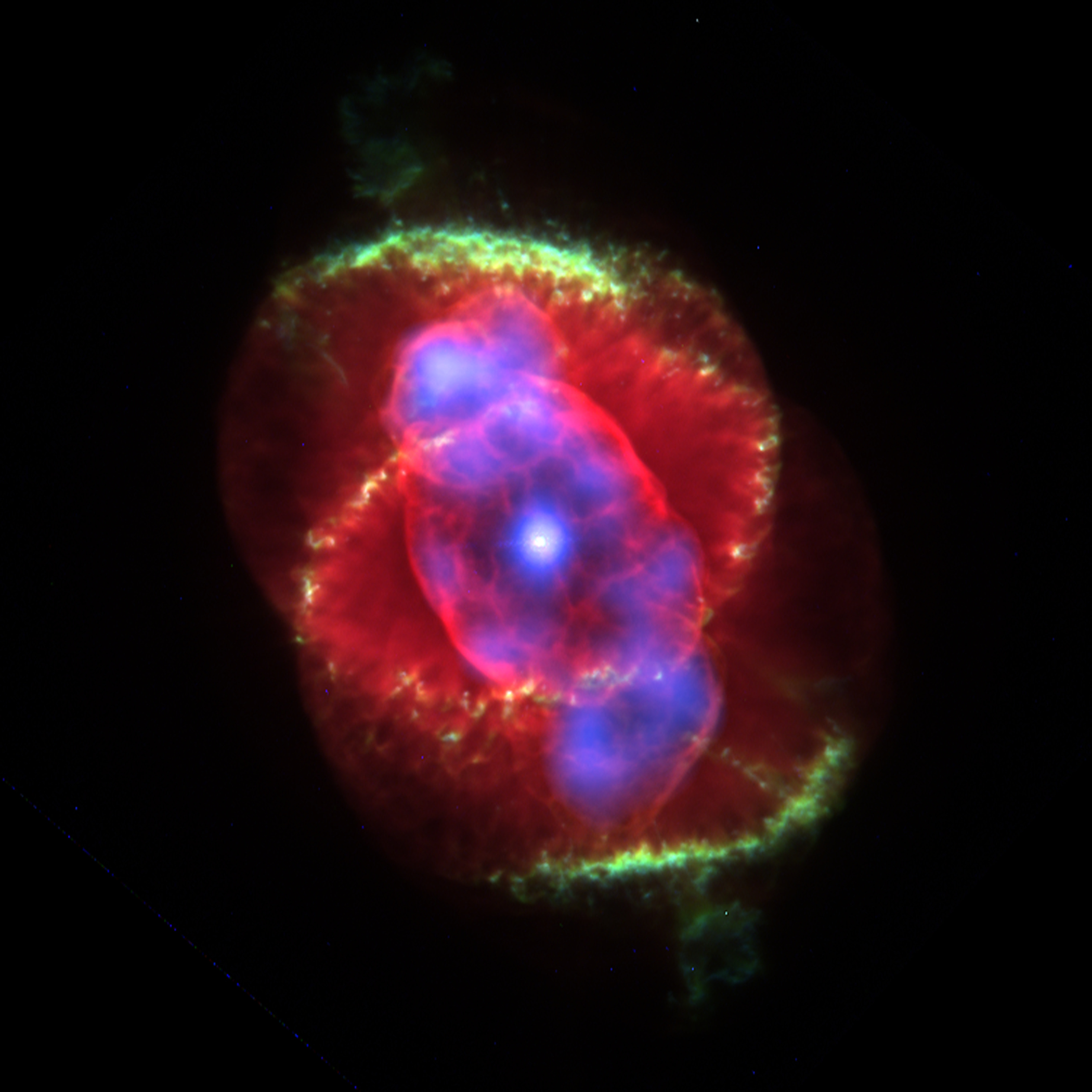
La Nebulosa Occhio di Gatto, una nota nebulosa planetaria.

Le stelle con massa iniziale inferiore a 8 M⊙ non raggiungono mai nei loro nuclei condizioni di densità e temperatura sufficienti a innescare la fusione del carbonio. Invece, verso la fine della loro permanenza nel ramo asintotico delle giganti, queste stelle diventano sempre più instabili e vanno incontro a pulsazioni molto ampie nelle quali perdono quantità sempre maggiori di materiale. Al termine di questa fase evolutiva, esse perdono gli strati che avvolgono il nucleo stellare, formando una nebulosa planetaria. Il nucleo viene sempre più esposto e la stella percorre il diagramma H-R da destra a sinistra mano a mano che gli strati interni più caldi diventano visibili. Con l'esaurimento dell'elio nel nucleo le reazioni nucleari cessano, la luminosità della stella diminuisce ed essa diviene una nana bianca. Per le stelle di massa pari a quella del Sole la fase di gigante dura all'incirca due miliardi di anni, ossia il 15% della sua esistenza, la maggior parte dei quali trascorsi nel ramo delle giganti rosse. Il fatto che le stelle permangano molto più tempo nel ramo delle giganti rosse piuttosto che nel ramo orizzontale o in quello asintotico spiega come mai le stelle del primo tipo siano molto più numerose rispetto alle stelle degli altri due tipi.
Le stelle con massa compresa fra 0,3 e 0,5 M⊙ sono abbastanza massicce per diventare delle giganti ma non in modo sufficiente per innescare la fusione dell'elio. Quando fuoriescono dalla sequenza principale a causa della scarsità di idrogeno nei loro nuclei, queste stelle aumentano le loro dimensioni e la loro luminosità, ma il nucleo non raggiunge mai le condizioni di densità e temperatura atte a innescare il flash dell'elio. Esse ascendono quindi il ramo delle giganti rosse ma a un certo punto rilasciano gli strati superficiali, come fanno le giganti del ramo asintotico, e diventano delle nane bianche.

## Stelle che non divengono giganti
Le stelle di massa molto piccola e le stelle con massa superiore a 8 M⊙ non divengono mai giganti. Le stelle di massa inferiore a 0,35 M⊙ sono completamente convettive e fondono lentamente l'idrogeno in elio rimescolando continuamente i prodotti delle reazioni nucleari su tutto il volume della stella finché, dopo centinaia di miliardi di anni, solo una piccola frazione della stella sarebbe composta da idrogeno. Durante questo lungo periodo, la temperatura e la luminosità della stella crescono, ma senza che la stella diventi mai una gigante. Quando l'idrogeno è esaurito, esse diventano nane bianche all'elio.
Le stelle molto massicce diventano delle supergiganti e si muovono lungo una traccia evolutiva orizzontale sul diagramma H-R, finché non diventano supergiganti rosse. Concludono la loro esistenza in supernovae di tipo II. Le stelle più massicce possono diventare direttamente delle stelle di Wolf-Rayet senza passare per la fase di gigante o supergigante.

## Pianeti
Alcune decine di giganti rosse sono conosciute come aventi pianeti orbitanti. Fra queste, le giganti rosse di classe spettrale M HD 208527 e HD 220074 e le giganti di classe K Polluce, Alrai e ι Draconis.

### Possibile abitabilità
Sebbene tradizionalmente si creda che l'evoluzione di una stella in gigante rossa renderebbe il suo sistema planetario, se presente, inabitabile, alcuni ricercatori hanno suggerito che, durante la fase di gigante rossa, una stella della massa del Sole potrebbe ospitare una zona abitabile alla distanza di 2 au per più di un miliardo di anni e una zona abitabile di alcune centinaia di milioni di anni alla distanza di 5 au, un tempo giudicato sufficiente perché la vita possa svilupparsi su un pianeta avente le condizioni adatte. Nella fase di fusione dell'elio, invece, la zona abitabile si sposterebbe a una distanza compresa fra 7 e 22 au. Poiché questa fase durerebbe anch'essa centinaia di milioni di anni, la vita potrebbe nuovamente svilupparsi nella nuova zona.

### Dimensioni dei pianeti
I pianeti giganti che orbitano intorno alle giganti rosse sono in genere più massicci di quelli che orbitano intorno a stelle di sequenza principale. Ci sono due spiegazioni possibili di questo fatto. La prima è che le stelle giganti attualmente esistenti sono in genere più massicce del Sole in quanto le stelle di tipo solare e aventi addirittura massa inferiore non hanno avuto ancora il tempo di evolvere in giganti rosse. Poiché in genere maggiormente massiccia è la stella, maggiormente massicci sono i pianeti che le orbitano intorno, questo spiegherebbe questa differenza di masse. Tuttavia, la massa dei pianeti che orbitano intorno alle stelle giganti non sarebbe in correlazione con la massa delle stelle; ciò induce a pensare che i pianeti subiscano un processo di accrescimento durante la fase di gigante rossa della loro stella. Il responsabile di questo processo potrebbe essere il vento stellare che nelle stelle giganti diventa più cospicuo oppure la fuoriuscita della stella dal suo lobo di Roche durante la sua espansione, con conseguente cessione di materiale da parte della stella al pianeta.

## Il destino del Sole

Le dimensioni del Sole nella sequenza principale e nella fase di gigante rossa.

Si stima che il Sole raggiungerà lo stadio di gigante rossa tra circa 5 miliardi di anni, quando raggiungerà dimensioni da 20 (minimo) a 130 volte (massimo) maggiori di quelle attuali, prossime a 1,2 au, tanto che la sua atmosfera esterna quasi certamente arriverà a inglobare Mercurio e Venere. Incerto è il destino del nostro pianeta, la Terra: essa potrebbe essere inglobata nella gigante rossa oppure potrebbe salvarsi poiché la perdita di massa da parte della nostra stella farebbe allargare la sua orbita, che slitterebbe conseguentemente sino a quasi 1,7 au. Anche se questo allontanamento dal Sole si verificasse, la maggior parte della vita presente sulla Terra, se non la sua totalità, si estinguerebbe a causa del cospicuo aumento di radiazione proveniente dalla gigante. In ogni caso è stato speculato che anche se la Terra si allontanasse dalla gigante, essa produrrebbe sulla superficie della stella una "protuberanza mareale" che la seguirebbe nella sua orbita, rallentandola lentamente fino a farla decadere nella gigante. 
Dopo circa due miliardi di anni passati nella fase di gigante rossa, il Sole espellerà gli strati più esterni, esponendo il proprio nucleo e diventando una nana bianca e sulla Terra e gli altri pianeti più esterni non ci sarà più luce sufficiente per sviluppare altre forme di vita.

## Esempi notevoli di giganti rosse
Sebbene le giganti rosse siano relativamente rare rispetto alle stelle di sequenza principale a causa della minore durata della fase di gigante rispetto a quella di sequenza principale, esse sono tuttavia visibili a occhio nudo in buon numero per via della loro luminosità. La gigante rossa più luminosa della volta celeste è Arturo (α Bootis), la quarta stella più brillante del cielo notturno, di magnitudine −0,05. Si tratta di una stella di classe K, probabilmente nella fase di fusione dell'elio. Arturo è anche la gigante rossa più vicina alla Terra con una distanza di 33,6 al. Con una luminosità totale di circa 200 L☉, Arturo è l'oggetto più brillante nel raggio di 50 al dalla Terra.

La stella gigante Aldebaran.

La seconda gigante rossa più luminosa è Aldebaran (α Tauri), la quattordicesima stella più luminosa del cielo notturno, di magnitudine 0,98. Si tratta di una stella di classe K, distante 67 al dalla Terra, il cui preciso stato evolutivo non è chiaro. Tenendo conto della radiazione emessa nell'infrarosso, Aldebaran è circa 500 volte più luminosa del Sole.
La terza gigante rossa più luminosa è Gacrux (γ Crucis). Di magnitudine 1,63 e di classe spettrale M, dista circa 88 al dalla Terra. È una variabile semiregolare con periodi di variazione non ben definiti.
Un'altra gigante rossa degna di nota è Mira (ο Ceti), la prima stella variabile ad essere scoperta, se si escludono le novae. Si tratta di una gigante di tipo M appartenente al ramo asintotico, intrinsecamente molto luminosa (8.500 L☉). Essa va incontro a pulsazioni che producono significative variazioni di dimensioni e di luminosità. Durante il periodo di circa 330 giorni la stella varia la propria luminosità dalla magnitudine 3 a quella 9, diventando al suo minimo invisibile a occhio nudo.
Una ulteriore gigante rossa interessante è MaCoMP_V1, una stella variabile semiregolare scoperta nel 2022 che appartiene al ramo asintotico. Le sue variazioni di dimensioni degli strati superficiali e il raggiungimento della massa secondo il Limite di Chandrasekhar, seppur la combustione dell'idrogeno sia terminata, rendono il nucleo di questa stella ancora stabile.